# Petrorhagia prolifera

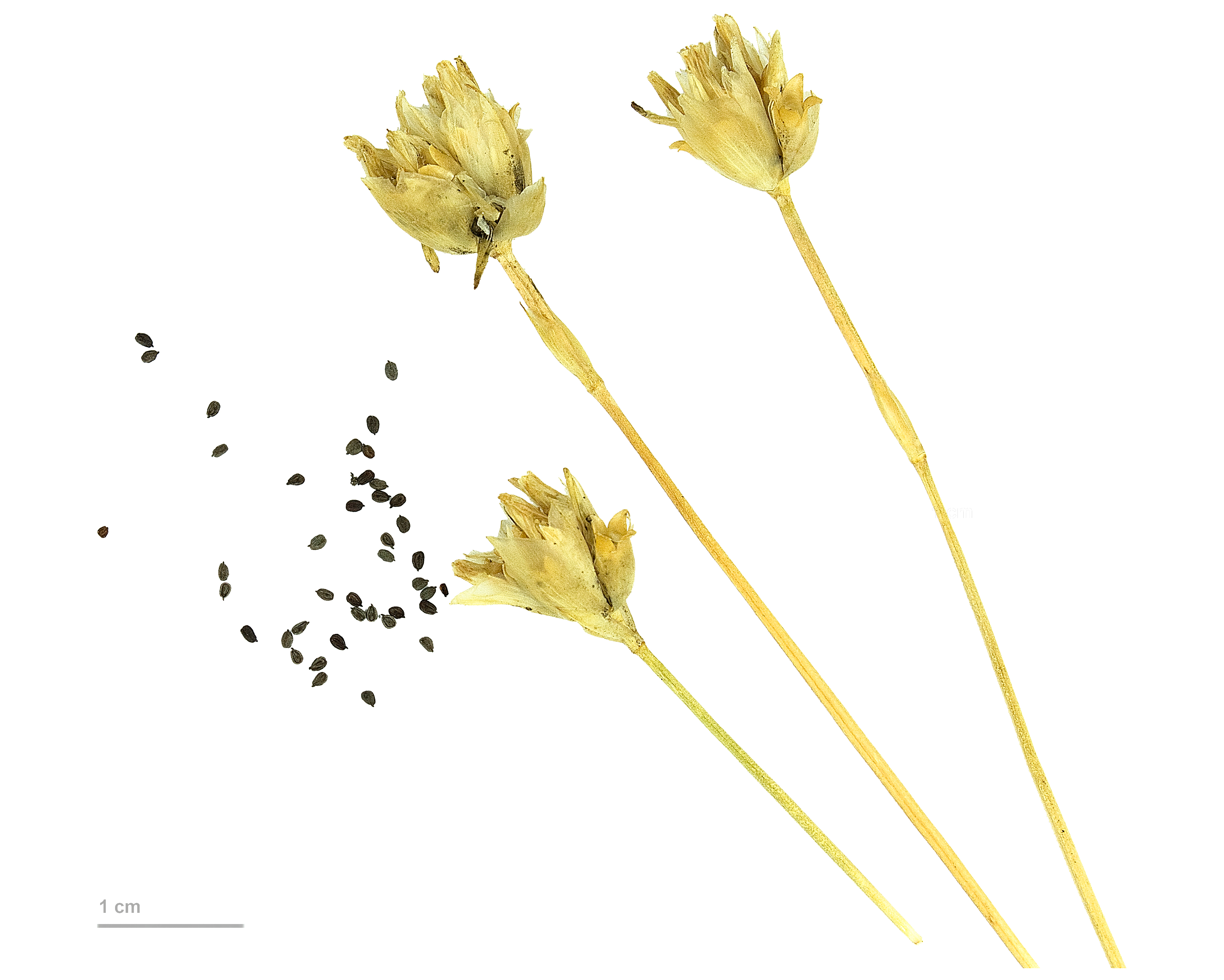
Petrorhagia prolifera

Clavelina prolífera (Petrorhagia prolifera) es una especie de planta con flores perteneciente a la familia Caryophyllaceae.

## Descripción

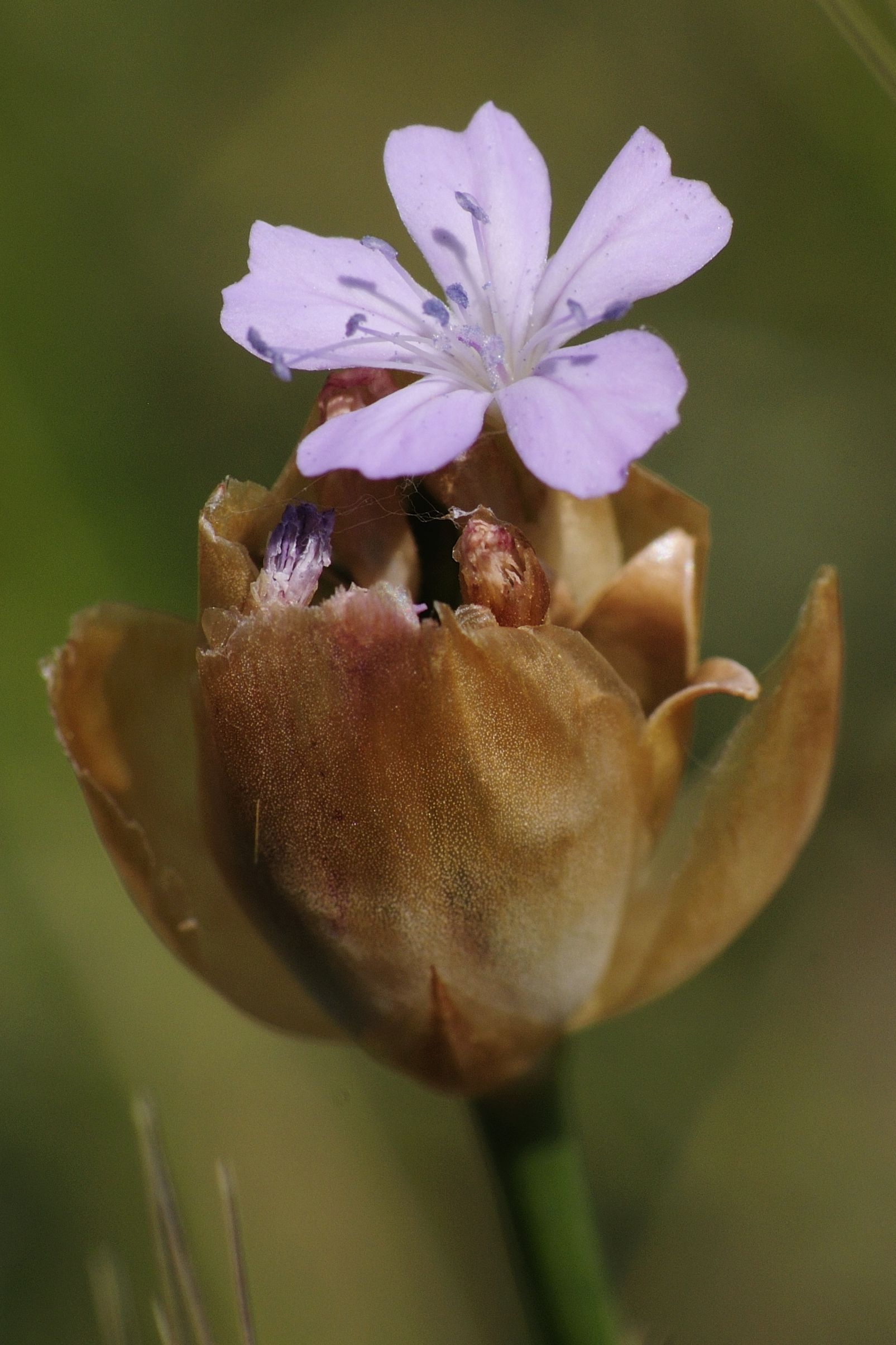
Detalle de la flor

Es una planta erecta, anual de hasta 50 cm, con hojas pares lineal-lanceoladas, de 6-8 mm de ancho, fusionadas en su base. Flores de color rosa o moradas, de 6-8 mm de diámetro, en densas inflorescencias rodeadas por brácteas escariosas marrones. Limbo del pétalo acorazonado. Florece desde finales de primavera y a lo largo del verano.

## Hábitat
Habita en pastizales y junto a caminos y carreteras.

## Distribución
En el centro de Europa y montañas del sur. En las montañas del centro de España  en pastizales de Poetalia bulbosae.

## Sinonimia
- Tunica rigida   (L.) Rchb.   [1842,1844]
- Dianthus diminutus L. [1762]
- Tunica prolifera Scop. [1771]
- Silene prolifera E.H.L.Krause in Sturm [1901]
- Kohlrauschia prolifera (L.) Kunth [1838]
- Diosanthos proliferum (L.) Bubani [1901]
- Dianthus prolifer L. [1753]
- Cylichnanthus prolifer (L.) Dulac[1]